# De Ovatie
De Ovatie is een muziekprijs voor klassieke muziek die wordt uitgereikt door de Vereniging van Schouwburg- en Concertgebouwdirecties (VSCD). Dez prijs werd in 2004 in het leven geroepen als VSCD Klassieke Muziekprijs  en in 2010 hernoemd naar De Ovatie. De winnaars krijgen een tournee aangeboden. Ook ontvangen ze een beeld van Iris Le Rütte: een vrouwenlichaam met takken en bladeren op de plaats van het hoofd en de armen.
Veertien procent van alle 34.000 voorstellingen en uitvoeringen op VSCD-podia betreft klassieke muziek, die vijftien procent (ruim 1,8 miljoen bezoekers) van het totale podiumkunstenpubliek op de VSCD-podia trekken. Dat belang van klassieke muziek in de concertgebouwen was volgens de VSCD reden genoeg om een eigen serie prijzen in het leven te roepen.. De Klassieke Muziekprijzen zijn juryprijzen, die jaarlijks worden toegekend in de volgende categorieën:
- voor de meest indrukwekkende prestatie van het afgelopen seizoen;
- voor een individu;
- voor een (klein) ensemble/kamermuziek;
- voor een orkest of groot ensemble;
- voor de nieuwe generatie musici.

Daarnaast is er een extra oeuvreprijs, die onregelmatig wordt uitgereikt.

## Overzicht winnaars VSCD Klassieke Muziekprijs/De Ovatie
| seizoen   | prijswinnaar                                                        | categorie                                  |
| --------- | ------------------------------------------------------------------- | ------------------------------------------ |
| 2003-2004 | Ton Koopman                                                         | klassieke muziekprestatie op de VSCD-podia |
| 2004-2005 | Jaap van Zweden                                                     | individuele prestatie                      |
| idem      | Nederlandse Bachvereniging                                          | prestatie van orkest of groot ensemble     |
| idem      | Calefax Rietkwintet                                                 | prestatie van een (klein) ensemble         |
| idem      | Ralph van Raat                                                      | nieuwe generatie musici                    |
| idem      | Gustav Leonhardt                                                    | oeuvreprijs                                |
| 2005-2006 | Eva-Maria Westbroek                                                 | individuele prestatie                      |
| idem      | Asko-Schönberg Ensemble                                             | prestatie van orkest of groot ensemble     |
| idem      | l'Arpeggiata                                                        | prestatie van een (klein) ensemble         |
| idem      | Kristiaan Bezuidenhout                                              | nieuwe generatie musici                    |
| 2006-2007 | Bernard Haitink                                                     | individuele prestatie                      |
| idem      | Boedapest Festival Orkest o.l.v. Iván Fischer                       | prestatie van orkest of groot ensemble     |
| idem      | Jerusalem Strijkkwartet                                             | prestatie van een (klein) ensemble         |
| idem      | Gwyneth Wentink                                                     | nieuwe generatie musici                    |
| idem      | Frans Brüggen                                                       | oeuvreprijs                                |
| 2007-2008 | Janine Jansen                                                       | individuele prestatie                      |
| idem      | Les Musiciens du Louvre                                             | prestatie van orkest of groot ensemble     |
| idem      | Ives Ensemble                                                       | prestatie van een (klein) ensemble         |
| idem      | Holland Baroque Society                                             | nieuwe generatie musici                    |
| 2008-2009 | Leonidas Kavakos                                                    | individuele prestatie                      |
| idem      | Koninklijk Concertgebouworkest                                      | orkest/groot ensemble                      |
| idem      | Cappella Amsterdam                                                  | klein ensemble                             |
| idem      | Cora Burggraaf                                                      | nieuwe generatie                           |
| 2009-2010 | Emanuel Ax                                                          | individuele prestatie                      |
| idem      | Monteverdi Choir                                                    | orkest/groot ensemble                      |
| idem      | Gesualdo Consort                                                    | klein ensemble                             |
| idem      | Simone Lamsma                                                       | nieuwe generatie                           |
| 2010-2011 | Iván Fischer                                                        | De Ovatie                                  |
| 2011-2012 | Simón Bolívar Symphony Orchestra chef-dirigent Gustavo Dudamelde    | De Ovatie                                  |
| 2013      | Amsterdam Sinfonietta                                               | De Ovatie                                  |
| 2014      | LUDWIG                                                              | De Ovatie                                  |
| 2015-2016 |                                                                     |                                            |
| 2016-2017 | Nederlands Kamerkoor                                                | De Ovatie                                  |
| 2017-2018 | Cappella Amsterdam Orkest van de Achttiende Eeuw                    | De Ovatie                                  |
| 2019      | Ralph van Raat met een Andriessen-programma                         | De Ovatie                                  |
| 2020-2021 | Thomas Oliemans                                                     | De Ovatie                                  |
| 2022      | Amsterdam Sinfonietta & Janine Jansen                               | De Ovatie                                  |
| 2023      | Pynarello                                                           | De Ovatie                                  |
| 2024      | Capella Amsterdam voor het programma Aleppo i.s.m. musici uit Syrië | De Ovatie                                  |